# مطار غاليغو
مطار غاليغو (بالإنجليزية: Galegu Airport)‏ (إياتا: DNX، ايكاو: HSGG) مطار غاليغو هو مطار يخدم الدندر في السودان.